# Ai Hirayama
Ai Hirayama (jap. 平山 愛, Hirayama Ai; * 24. Juli 1982) ist eine japanische Badmintonspielerin. 

## Karriere
Ai Hirayama siegte 2003 bei den Australian Open im Damendoppel mit Akiko Nakashima. Bei den Waikato International des gleichen Jahres wurden beide ebenso Zweite wie bei den Wellington International 2003. Bei den Western Australia International 2003 belegten sie gemeinsam Rang drei.

## Sportliche Erfolge
| Saison | Veranstaltung                   | Disziplin   | Platz | Name                          |
| ------ | ------------------------------- | ----------- | ----- | ----------------------------- |
| 2003   | Australian Open                 | Damendoppel | 1     | Akiko Nakashima / Ai Hirayama |
| 2003   | Waikato International           | Damendoppel | 2     | Akiko Nakashima / Ai Hirayama |
| 2003   | Wellington International        | Damendoppel | 2     | Akiko Nakashima / Ai Hirayama |
| 2003   | Western Australia International | Damendoppel | 3     | Akiko Nakashima / Ai Hirayama |